# Hakui (Népal)
Hakui (en népalais : हकुई) est un comité de développement villageois du Népal situé dans le district de Nawalparasi. Au recensement de 2011, il comptait 6 316 habitants.